# 特賴科恩山
特賴科恩山（英語：Tricorn Mountain），是南極洲的山峰，位於杜費克海岸，處於石墨峰以東7公里，海拔高度3,475米，由新西蘭探險隊命名，現時由南極條約體系管理。